# Stanisław Worcell (zm. 1778)
Stanisław Worcell herbu Dąb (zm. 1778) – kasztelan halicki w latach 1774–1776, sędzia ziemski halicki w latach 1765–1774, podstarości halicki w 1764 roku, podwojewodzi lwowski w 1756 roku, podstarości żydaczowski w 1754 roku, wojski kołomyjski w latach 1762–1765.
Był marszałkiem sejmików województwa ruskiego w 1756 i  1768 roku. Wybrany sędzią kapturowym ziemi halickiej w 1764 roku. Poseł na sejm 1766 roku z ziemi halickiej. Poseł na sejm 1768 roku z ziemi halickiej. 